# Interazione di configurazione
L'interazione di configurazioni (CI) è un metodo post-Hartree-Fock utilizzato per risolvere l'equazione di Schrödinger non relativistica, applicata ad un sistema chimico quantistico, sfruttando l'approssimazione di Born-Oppenheimer.
Questo metodo deriva la sua denominazione dai termini configurazione, che indica la combinazione lineare dei determinanti di Slater utilizzati per le funzioni d'onda, e interazione, che si riferisce alle differenti configurazioni elettroniche che individuano un determinato stato quantico energetico.
A differenza del metodo di Hartree-Fock, che non tiene conto delle singole interazioni repulsive elettrone-elettrone, il metodo CI utilizza una funzione d'onda variazionale che rappresenta una combinazione lineare di funzioni di configurazione di stato (CSFs) costruite a partire dagli spin-orbitali (denotati dalle lettere SO ad apice):
{\displaystyle \Psi =\sum _{I=0}c_{I}\Phi _{I}^{SO}=c_{0}\Phi _{0}^{SO}+c_{1}\Phi _{1}^{SO}+{...}}
dove {\displaystyle \Psi } è solitamente riferito allo stato fondamentale del sistema.
Se la sommatoria include tutte le possibili configurazioni di stato di appropriata simmetria, il metodo sarà detto interazione di configurazione completa (full CI). Il primo termine dell'equazione che fornisce il valore di {\displaystyle \Psi } è normalmente il determinante di Hartree-Fock mentre le singole CSFs sono caratterizzate dal numero di spin-orbitali che sono scambiati con gli orbitali degli stati superiori dal determinante di Hartree-Fock. In base al numero di orbitali che differiranno, il determinante sarà detto di eccitazione singola se differirà solamente un orbitale, di eccitazione doppia se differiranno due orbitali e così via. In questo modo è possibile limitare il numero di determinanti nell'espansione in serie in base a una determinata combinazione di stati eccitati. Ad esempio, mentre il metodo CID è limitato solamente a eccitazioni doppie il metodo CISD è limitato sia a eccitazioni singole che doppie. Questi due metodi vengono sfruttati da molti software standard di chimica computazionale. La correzione di Davidson permette, applicata al metodo CISD, di ottenere con buona approssimazione il computo energetico legato a eccitazioni quadruple aggiungendo semplicemente un fattore correttivo.
Il metodo CI conduce alla seguente equazione matriciale agli autovalori:
{\displaystyle \mathbb {H} \mathbf {c} =e\mathbb {S} \mathbf {c} }
dove c è un vettore di coefficienti che definisce un autostato ad energia {\displaystyle e}
Gli elementi della matrice hamiltoniana e della matrice sovrapposta sono rispettivamente
{\displaystyle \mathbb {H} _{ij}=\left\langle \Phi _{i}^{SO}|\mathbf {H} ^{el}|\Phi _{j}^{SO}\right\rangle }
{\displaystyle \mathbb {S} _{ij}=\left\langle \Phi _{i}^{SO}|\Phi _{j}^{SO}\right\rangle }.
I determinanti di Slater vengono costruiti a partire da set ortonormali di spin-orbitali di base: in tal modo {\displaystyle \left\langle \Phi _{i}^{SO}|\Phi _{j}^{SO}\right\rangle =\delta _{ij}} produce una matrice identità {\displaystyle \mathbb {S} }, semplificando l'equazione matriciale.
Il metodo di interazione di configurazioni è utilizzato con profitto nell'ambito di simulazioni spettroscopiche e di reattività chimica, in particolare riguardo alla scissione dei legami. In questi casi il classico metodo di Hartree-Fock porta a soluzioni che assumo solamente un valore qualitativo e in alcuni casi sono addirittura fuorvianti. Di contro il metodo CI richiede risorse hardware molto potenti (e in particolare il "full CI"), per cui è applicabile solamente per sistemi di una certa complessità.